# 松雪樓
24°08′27.2″N 121°17′09.1″E / 24.140889°N 121.285861°E

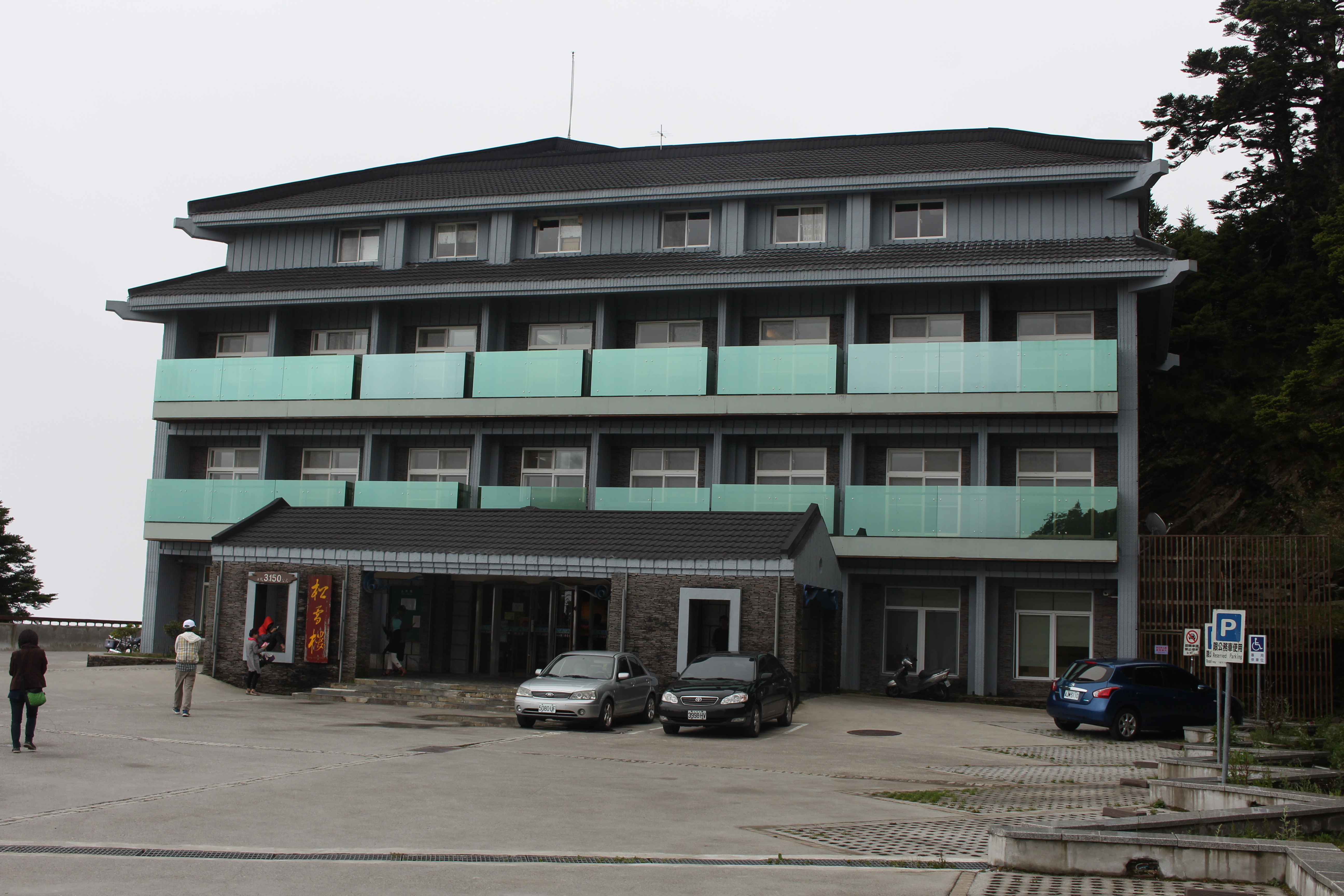
松雪樓（攝於2017年8月23日中午）

松雪樓是臺灣一棟住宿山屋，海拔高度3150公尺，地址：花蓮縣秀林鄉富世村關原65號。位於台14甲線33公里處。鄰近合歡山登山口和武嶺。

## 簡史
松雪樓起建於1964年，完工於1966年，是斥資新台幣三百萬興建的一棟三層洋樓，作為滑雪訓練營本部。樓上是單人套房，樓下是通舖，可容納約150人入住。最初，興建松雪樓的目的是作為蔣公行館，提供蔣中正在巡視中橫公路時，能在山區有投宿處所。1999年，松雪樓因年久老舊而被拆除。當時林務局對於選擇民間經營或政府承攬是尚未決定，因此重建工程是直到2002年才開始。然而，在2004年12月完工後，建築外觀有歐式風格的松雪樓，卻沒有業者願意經營，使松雪樓在這四年是無人管理，不僅玻璃破損、門鎖被砸壞，而且地板髒亂不堪，猶如荒廢狀態。2009年6月13日，松雪樓重新營運，由東勢林管處經營客房住宿，餐廳則招標委外經營，結束了自1996年以來的停業狀態。2021年9月30日，改由南投林管處接手經營松雪樓的客房住宿，當日即發生無法訂房的情況，造成大量遊客的電話湧入，後來經南投林管處查詢，發現是防火牆擋掉新建置的資料，最後於上午10時20分解決。